# Angophora crassifolia
Angophora crassifolia är en myrtenväxtart som först beskrevs av Gregory John Leach, och fick sitt nu gällande namn av Lawrence Alexander Sidney Johnson och Kenneth D. Hill. Angophora crassifolia ingår i släktet Angophora och familjen myrtenväxter. Inga underarter finns listade i Catalogue of Life.